# Partito per lo Sviluppo Sostenibile della Slovenia
Il Partito per lo Sviluppo Sostenibile Sloveno (in sloveno Stranka za Trajnostni Razvoj Slovenije, abbreviato in TRS) è un partito politico fondato in Slovenia nel 2011.
È guidato dal sociologo ed ex-supervisore dei diritti umani Matjaž Hanžek. Ha anche un movimento omonimo, guidato dalla sociologa Manca Košir.
Il partito sostiene i valori della cooperazione, della tutela dei diritti umani, dell'assistenza sociale e della sostenibilità ambientale. È inoltre un sostenitore della demilitarizzazone della Slovenia e della sua fuoriuscita dalla NATO.
Alle elezioni parlamentari del 2011 ha ottenuto l'1,2% dei voti e nessun seggio. Alle elezioni europee del 2014 si è presentato nella lista Sinistra Unita che ha ottenuto il 5,5%.
Nel 2017 è confluito in un nuovo soggetto politico, Sinistra Unita.

## Risultati elettorali
| Elezione          | Voti              | %                 | Seggi             |
| ----------------- | ----------------- | ----------------- | ----------------- |
| Parlamentari 2011 | 13.477            | 1,22              | 0 / 90            |
| Europee 2014      | In Sinistra Unita | In Sinistra Unita | In Sinistra Unita |
| Parlamentari 2014 | In Sinistra Unita | In Sinistra Unita | In Sinistra Unita |